# Estação Villaverde Bajo-Cruce
Villaverde Bajo-Cruce é uma estação da Linha 3 do Metro de Madrid. Está situada no cruzamento da Avenida de Andalucía com a Carretera de Villaverde em Vallecas, distrito de Villaverde. 
Foi inaugurada em 21 de abril de 2007.